# Всеукраїнські студентські олімпіади
Всеукраїнські студентські олімпіади - щорічні  олімпіади, що проходять в два етапи ( I етап - в січні-лютому 2019 року у ЗВО, за згодою, II - у квітні-траві у ЗВО, визначених як базові.

## Загальні положення

### Завдання Всеукраїнських студентських олімпіад
- Виявлення та розвиток обдарованої студентської молоді, сприяння реалізації її творчих здібностей;
- Стимулювання творчої праці студентів, педагогічних та науковопедагогічних працівників;
- Формування кадрового потенціалу для дослідницької, виробничої, адміністративної і підприємницької діяльності;
- Відбір студентів для участі в міжнародних олімпіадах.

### Мета
- підвищення якості підготовки фахівців; системного вдосконалення навчального процесу,
- активізація навчальнопізнавальної діяльності студентів.

### Робочі органи олімпіад
Для організації та проведення Олімпіад створюється Всеукраїнський організаційний комітет, персональний склад якого затверджується наказом МОН з питань молоді та спорту України. Очолює Всеукраїнський організаційний комітет заступник Міністра МОН  з питань молоді та спорту України. Відповідальним секретарем Всеукраїнського організаційного комітету призначається представник ІІТЗО

### Організація
Для організації та проведення І і ІІ етапів Олімпіади у вищих навчальних закладах створюються організаційні комітети (далі - оргкомітети), журі, апеляційні комісії.
До складу оргкомітету І етапу Олімпіади входять педагогічні, науковопедагогічні працівники, аспіранти, представники органів студентського самоврядування тощо (за згодою). Головою оргкомітету призначається ректор або один із проректорів вищого навчального закладу, де проводиться Олімпіада
До складу оргкомітету ІІ етапу Олімпіади входять педагогічні, науково-педагогічні працівники, представники підприємств, установ тощо (за згодою). Головою оргкомітету призначається ректор або один із проректорів базового вищого навчального закладу і затверджується наказом МОНмолодьспорту України. Голова має заступників та секретаря оргкомітету.
Оргкомітет базового вищого навчального закладу: проводить організаційну роботу з підготовки і проведення Олімпіади; розробляє порядок проведення відповідного етапу Олімпіади; готує документацію для проведення Олімпіади (програму, методичні рекомендації, листи, бланки протоколів тощо); проводить реєстрацію Учасників Олімпіади; здійснює шифрування та дешифрування письмових робіт Учасників; надсилає вищим навчальним закладам результати участі кожного студента (додаток 1); складає звіт про проведення Олімпіади.
До складу журі I етапу Олімпіади входять педагогічні, науковопедагогічні працівники вищого навчального закладу (за згодою)
До складу журі II етапу Олімпіади входять науково-педагогічні працівники базового вищого навчального закладу, члени відповідних комісій Науково-методичної ради МОНмолодьспорту України, вчені наукових установ Національної академії наук України та національних галузевих академій України, представники інших вищих навчальних закладів тощо (за згодою).
До складу журі не можуть входити особи, що є близькими особами Учасників Олімпіади.

### Учасники Олімпіад
У І етапі Олімпіади беруть участь всі бажаючі студенти вищих навчальних закладів ІІІ-IV рівнів акредитації незалежно від форм власності та підпорядкування, у тому числі іноземці, що навчаються у цих вищих навчальних закладах.
Учасники мають право ознайомитися з оцінкою їх роботи та письмово звернутися до апеляційної комісії з приводу об’єктивності оцінки виконаних ними завдань.
Учасники ІІ етапу Олімпіади повинні мати при собі студентський квиток та паспорт для підтвердження їх особи.

## Перелік навчальних дисциплін
- Українська мова (за професійним спрямуванням)
- Психологія
- Педагогіка
- Історія України
- Німецька мова
- Французька мова
- Фізика
- Статистика